# Unge Venstre
Norges Unge Venstre er en norsk politisk ungdomsorganisation, der samarbejder med Venstre. Organisationen blev stiftet 27. januar 1909 med Anders Kirkhusmo som første formand. Den nuværende forkvinde er Ane Breivik, der blev valgt i 2021.
Navnet er historisk betinget, idet organisationen ikke som navnet antyder er venstreorienteret, men derimod liberal. På flere landsmøder er det blevet foreslået at ændre navnet til Liberal Ungdom, men det er gang på gang faldet. Det engelske navn er Young Liberals of Norway og imødegår dermed misforståelser.
Unge Venstre fungerer politisk uafhængigt af Venstre, men samarbejder tæt med partiet; bl.a. er formanden for Unge Venstre født medlem af partiets hovedbestyrelse. Politisk er der forskelle − Unge Venstre går f.eks. ind for at Norge skal være medlem af EU, mens Venstre er imod.
Unge Venstre samarbejder med liberale ungdomsorganisationer i resten af verden gennem Nordens Liberale og Radikale Ungdomsforbund, European Liberal Youth og International Federation of Liberal Youth. I Danmark samarbejder organisationen med Radikal Ungdom.